# フアン・アルベルト・アンドレウ
メッジ（Melli）ことフアン・アルベルト・アンドレウ・アルバラード（Juan Alberto Andreu Alvarado、1984年6月6日 - ）は、スペイン出身の元サッカー選手。現役時代のポジションはDF。
愛称のメッジ（メッリ）の由来は、彼が双子であるため、スペイン語の双子（mellizo）に由来する。
センターバックに加え、サイドバックもこなす。

## 経歴
14歳の時にレアル・ベティスの下部組織へ入団。2001-02シーズン後半にポリ・エヒドへのレンタル移籍を経験。2004年9月18日のCAオサスナ戦では、ホアキン・サンチェスのアシストでコーナーキックからトップチーム初ゴールを記録。2004-05シーズンのコパ・デル・レイ優勝に貢献した。2005-06シーズンはUEFAチャンピオンズリーグ、UEFAカップにも出場した。2010年8月、CDテネリフェへ移籍。

## 代表
2001年にU-17スペイン代表に選出される。以降、U-19、U-20、U-21スペイン代表にも選出経験がある。2002年のUEFA U-19欧州選手権優勝メンバーである。